# Megaboa
Pour plus de détails, voir Fiche technique et Distribution.
Megaboa est un film américain réalisé par Mario N. Bonassin, sorti en 2021. Il met en vedettes dans les rôles principaux Eric Roberts, Michelle Elizabeth O'Shea et Emilia Torello.

## Synopsis
Le Dr Malone conduit un groupe de ses étudiants sur une île au large des côtes de Colombie, en Amérique du Sud, à la recherche de grottes contenant des dessins rupestres (ou pétroglyphes). Là, ils rencontrent un homme nommé Joaquin qui leur dit que son navire a fait naufrage. Le Dr Malone est ensuite mordu à la jambe par une araignée frelon. Il a 36 heures avant que la morsure ne s’avère fatale. Cependant, leur hélicoptère n’est pas en mesure de les récupérer par air en raison du mauvais temps. Joaquin leur suggère de trouver un arbre spécial sur lequel pousse une orchidée unique avec des pouvoirs de guérison. Alors que le Dr Malone reste en arrière, le reste du groupe se dirige vers l’arbre, mais il le trouve envahi par des serpents et gardé par un boa constricteur de cinquante pieds de long, une espèce que l'on croyait éteinte. Chassés par le mégaboa, ils essaient de trouver un moyen d’accéder à l’arbre et d’obtenir l’une des orchidées.

## Distribution
- Eric Roberts : Dr Malone
- Michelle Elizabeth O'Shea : Allison
- Emilia Torello : Grace
- Joe Herrera : Joaquin
- Garrett Schulte : Adam
- Vimala Veera : Benji
- Jadon Cal : Jason
- Ray Acevedo : Rex
- Sharon Desiree : Rita
- Michael DeVorzon : Jake[2]

## Production
Le film est sorti le 31 décembre 2021 aux États-Unis, son pays d’origine.

### Tournage
Le tournage a eu lieu à Los Angeles, en Californie, aux États-Unis.